# Saint-Witz
Saint-Witz è un comune francese di 2 623 abitanti situato nel dipartimento della Val-d'Oise nella regione dell'Île-de-France.

## Storia

### Simboli
Lo stemma comunale si blasona:
I gigli testimoniano che la località fu per lungo tempo residenza dei re di Francia; la figura della Madonna ricorda il santuario di Notre Dame de Montmélian, meta di pellegrinaggi; il mulino riproduce il vecchio mulino di Saint-Witz della fine di XVIII secolo; l'albero rappresenta il bosco circostante e l'attaccamento degli abitanti alla natura.

## Società

### Evoluzione demografica
Abitanti censiti